# دقيقة مائية قريدسية أحادية الخلية
دقيقة مائية قريدسية أحادية الخلية (الاسم العلمي: Undibacterium macrobrachii) هي نوع من البكتيريا، سلبية الغرام، تتبع جنس الدقائق مائية أحادية الخلية.